# Nan Wood Graham
Nan Wood Graham (Anamosa, 26 de julio de 1899-Menlo Park, 14 de diciembre de 1990) fue una historiadora estadounidense que era hermana del pintor Grant Wood. Es más conocida como la modelo de la mujer en el cuadro más famoso de su hermano, Gótico estadounidense (1930). Pasó parte de su vida como historiadora del trabajo de su hermano.

## Biografía
Graham nació el 26 de julio de 1899 en una granja cerca de Anamosa, Iowa. Sus padres eran Francis M. y Hattie Weaver y tenía tres hermanos mayores, incluido el pintor Grant Wood. Tenía 16 meses cuando murió su padre, que era agricultor. Luego se mudó a Cedar Rapids, Iowa, con su madre y hermanos, mudándose seis veces dentro de Iowa en total durante la vida de su madre. Cuando era niña, a Graham le gustaba pintar, incluso sobre vidrio. Una vez que se agotó el dinero ganado en la granja, su hermano Grant apoyó económicamente a Graham y a su madre. Graham asistió a la escuela secundaria en Cedar Rapids y luego a la universidad de negocios. Después de graduarse, asistió a clases nocturnas en la escuela de arte y fue asistente supervisora de arte en las escuelas públicas de Cedar Rapids.
Se casó con el corredor de bienes raíces e inversionista Edward Graham en 1924. Su propia obra de arte incluía coser, hacer collages con tejidos y pintar vidrio. En 1938, Graham apareció en una historia de la revista Cedar Rapids Gazette sobre sus diseños y vidrio pintado. Expuso su obra de arte en salones de arte de Iowa y Nueva York. Los cuadros de animales que pintó y mostró en Nueva York se usaban a menudo en adornos, biombos, paneles decorativos, salas de juegos y más. Graham escribió una historia sobre sí misma en un número de la revista Coronet.
Graham viajó por los Estados Unidos con su esposo y luego viajaron por todo el mundo. Decidieron vivir en Riverside, California, y Edward entró en el negocio inmobiliario allí. Después de la muerte de su esposo en 1967, Graham se mudó a una casa que estaba cerca de la anterior. Más tarde, hizo alrededor de 20 álbumes de recortes de la vida de Grant que fueron microfilmados por los Archivos de arte estadounidense dentro del Instituto Smithsoniano. En 1984, estaba al borde de la ceguera y se mudó a un hogar de ancianos, donde murió más tarde el 14 de diciembre de 1990. En 1993, sus memorias, My Brother, Grant Wood, fueron publicadas póstumamente por la Sociedad Histórica del Estado de Iowa.

## Gótico estadounidense

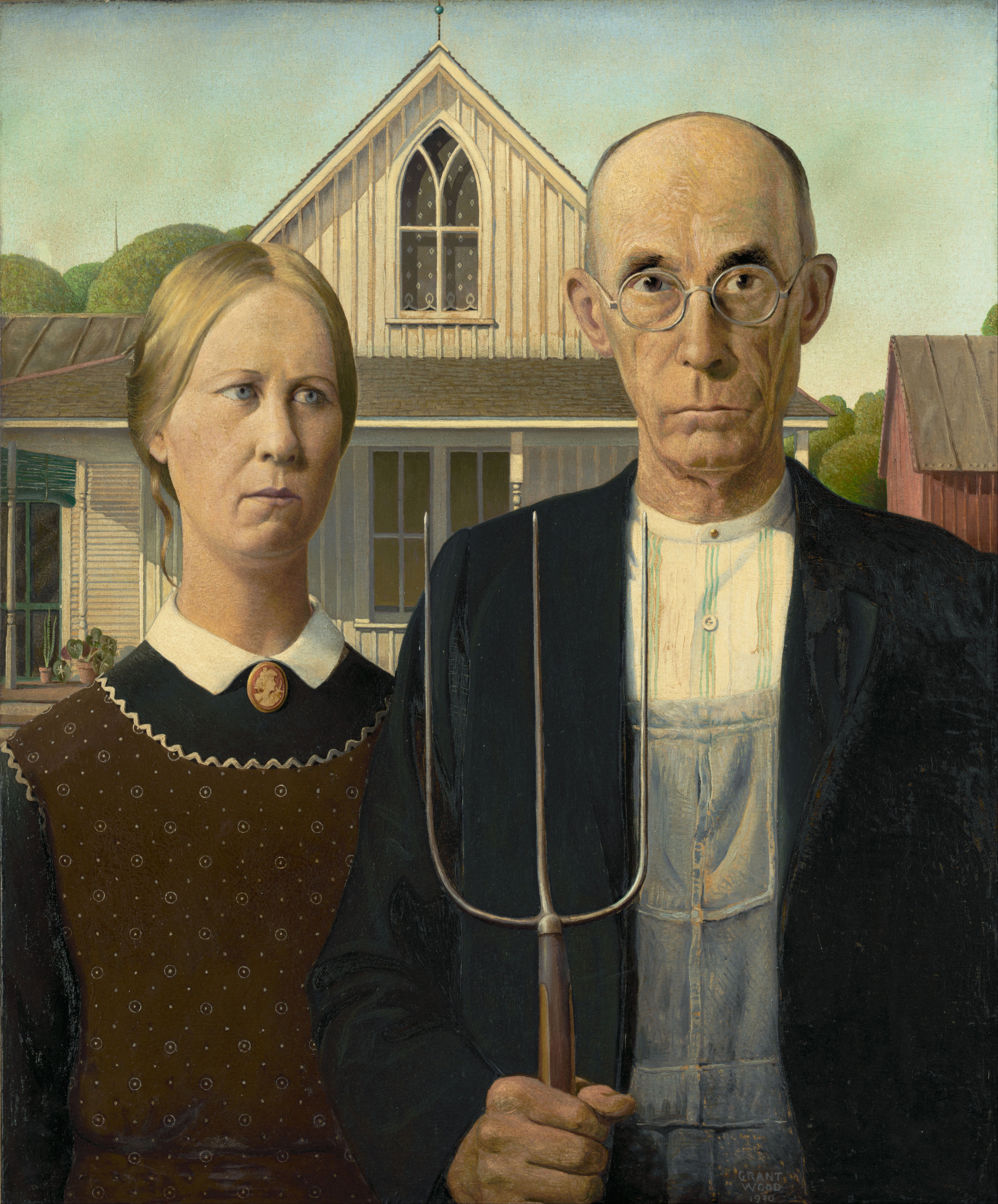
Gótico estadounidense.

En 1935, el hermano de Graham, Grant, regresó después de estudiar en el extranjero en la Academia Julian en París, Francia, y se sintió inspirado a pintar un cuadro de una casa de campo que estaba en Eldon, Iowa. Graham posó como la mujer y el dentista de la familia, Byron McKeeby, posó como el hombre. Las personas que vieron la pintura asumieron que la pareja retratada estaba casada, pero Graham dijo que su hermano tenía la intención de que fuera una imagen de un granjero y su hija. Al pintar el cuadro, Grant estiró el rostro de Graham en la imagen para que nadie pudiera reconocerla. Poco después de que se terminó la pintura, los granjeros cercanos y sus esposas pensaron que estaban siendo ridiculizados. Esas personas se convirtieron en fans cuando se dieron cuenta de que Graham posó para la pintura.
En 1977, la revista Hustler mostró una versión en toples del cuadro. Graham temía que la gente pensara que ella lo autorizó.

## Lectura adicional
- McDonald, Julie Jensen (2000). Grant Wood and Little Sister Nan: Essays and Remembrances (en inglés). Iowa City: Penfield Press. ISBN 978-1-57216-038-5.